# Wojciechów (gmina Gomunice)
Wojciechów – wieś w Polsce położona w województwie łódzkim, w powiecie radomszczańskim, w gminie Gomunice.
W latach 1975–1998 miejscowość należała administracyjnie do województwa piotrkowskiego.
W miejscowości znajdowały się zakłady producenta folii polistyrenowych (Ergis-Eurofilms – dawny Remfol). Obecnie w stanie ruiny. Część budynków została zamieniona na składy drewna firmy.